# Oh, ムーンライト
「Oh, ムーンライト」は、永井真理子のメジャー・デビュー・シングル。1987年7月22日発売。

## 概要
1stアルバム『上機嫌』先行シングル。

## 収録曲
全曲作詞：亜伊林　作曲：谷口守　編曲：根岸貴幸
1. Oh, ムーンライト（3:56）
2. ときめくハートビート（3:00）